# Muerte de Sarah Everard
La muerte de Sarah Everard, una ejecutiva inglesa de marketing de 33 años, ocurrió después de su desaparición en el sur de Londres la noche del 3 de marzo de 2021. Everard, residente del área de Brixton Hill en Londres, desapareció después de salir de la casa de una amiga cerca de Clapham Common para caminar a casa. El 9 de marzo, Wayne Couzens, un agente de la Policía Metropolitana que trabajaba en la unidad de Protección Parlamentaria y Diplomática, fue arrestado en Deal, condado de Kent, primero bajo sospecha del secuestro de Everard y luego bajo sospecha de su asesinato. El 10 de marzo, los restos de Everard fueron descubiertos en un bosque cerca de Ashford. Couzens fue acusado de su secuestro y asesinato dos días después, tras la identificación positiva de los restos.
Se llevaron a cabo vigilias por Everard la noche del 13 de marzo. La vigilia más grande, en Clapham Common, cerca de donde ella había desaparecido, tuvo una polémica respuesta policial y cuatro arrestos por infracciones de las regulaciones vigentes por la pandemia de COVID-19. El sonado asesinato también provocó un amplio debate sobre el papel de la policía en la sociedad británica y el estado de la seguridad de las mujeres en el Reino Unido.
El 8 de junio de 2021, Couzens se declaró culpable del secuestro y violación de Everard, admitió la responsabilidad de su muerte y el 9 de julio de 2021 se declaró culpable de su asesinato. Fue sentenciado a cadena perpetua el 30 de septiembre de 2021.

## Sarah Everard
Sarah Everard nació en Surrey en 1987. Se crio en York, donde asistió a la escuela Fulford. Estudió geografía humana en St Cuthbert's Society, Universidad de Durham entre 2005 y 2008. En el momento de su muerte, Everard vivía en el área de Brixton Hill y trabajaba como ejecutiva de marketing para una agencia de medios digitales.

## Incidente e investigación
Alrededor de las 21:00 GMT del 3 de marzo de 2021, Everard salió de la casa de una amiga en Leathwaite Road, al oeste de Clapham Common. Se cree que cruzó el parque, a lo largo de la carretera circular sur A205, de camino a su casa. Everard habló con su novio por su teléfono móvil durante unos quince minutos y acordó reunirse con él al día siguiente. A las 21:30, fue vista en imágenes de cámara de vigilancia en Poynders Road. Después de esto, no hubo avistamientos de Everard, y no se sabe si llegó a su casa; No se la vio en las imágenes de CCTV de una agencia inmobiliaria en su camino. Se utilizaron imágenes de CCTV de un autobús que pasaba por la ruta de Everard para avanzar en la investigación. Su novio se puso en contacto con la policía el 4 de marzo después de que ella no asistiese a la cita.
El 10 de marzo, la policía que buscaba en un bosque cerca de un antiguo centro de ocio en Great Chart, Ashford, Kent, encontró restos humanos calcinados. La policía también registró el antiguo garaje de la familia del sospechoso en la cima de los acantilados blancos, junto a St Martin's Battery, con vistas al puerto de Dover. El 12 de marzo, los investigadores confirmaron que los restos humanos eran los de Everard después de identificar su cuerpo utilizando registros dentales.

## Detenciones y procedimientos judiciales
El 9 de marzo, la policía de Kent arrestó a un oficial de la Policía Metropolitana de Londres de 48 años en su casa en Deal, que luego se reveló como el agente de policía Wayne Couzens, bajo sospecha de secuestro. Couzens había estado sirviendo en la Policía Metropolitana desde septiembre de 2018. Couzens, que estaba fuera de servicio en el momento de la detención, había sido asignado a la sección de Protección Parlamentaria y Diplomática y realizó patrullas uniformadas de los locales diplomáticos. El 10 de marzo, el mismo día en que se descubrieron los restos de Everard, Couzens fue arrestado nuevamente bajo sospecha de asesinato. Su mujer fue arrestada en la dirección de Couzens bajo sospecha de ayudarle, aunque fue puesta en libertad a las pocas horas al determinar que no tenía ni idea de lo sucedido. La Policía Metropolitana se refirió a la Oficina Independiente de Conducta Policial (IOPC) si los agentes habían respondido adecuadamente a un informe anterior de exposición indecente. El 11 de marzo, Couzens fue trasladado al hospital para recibir tratamiento por una herida en la cabeza que había sufrido bajo custodia, y luego fue dado de alta y devuelto a una comisaría; la policía dijo más tarde que estaba solo en su celda cuando se produjo la lesión. Couzens sufrió otra lesión en la cabeza el 12 de marzo.
Couzens fue acusado del secuestro y asesinato de Everard el 12 de marzo, previa autorización de la Fiscalía de la Corona. Apareció en el Tribunal de Magistrados de Westminster el 13 de marzo y fue puesto en prisión preventiva para comparecer en el Old Bailey el 16 de marzo. El tribunal de magistrados escuchó que el cuerpo de Everard fue encontrado en una bolsa grande similar a las que usan los constructores para transportar cargas pesadas. Couzens acabó confesando que secuestró, violó, acabó con la vida de Sarah Everard estrangulándola con su cinturón de policía y que quemó su cuerpo para que este no pudiera ser identificado. Fue condenado a cadena perpetua. En el año 2023 fue además condenado por dos episodios de nudismo frente a las trabajadoras del McAuto de un McDonald's en Swanley, Kent, tan solo tres días antes del asesinato de Everard.

## Respuestas

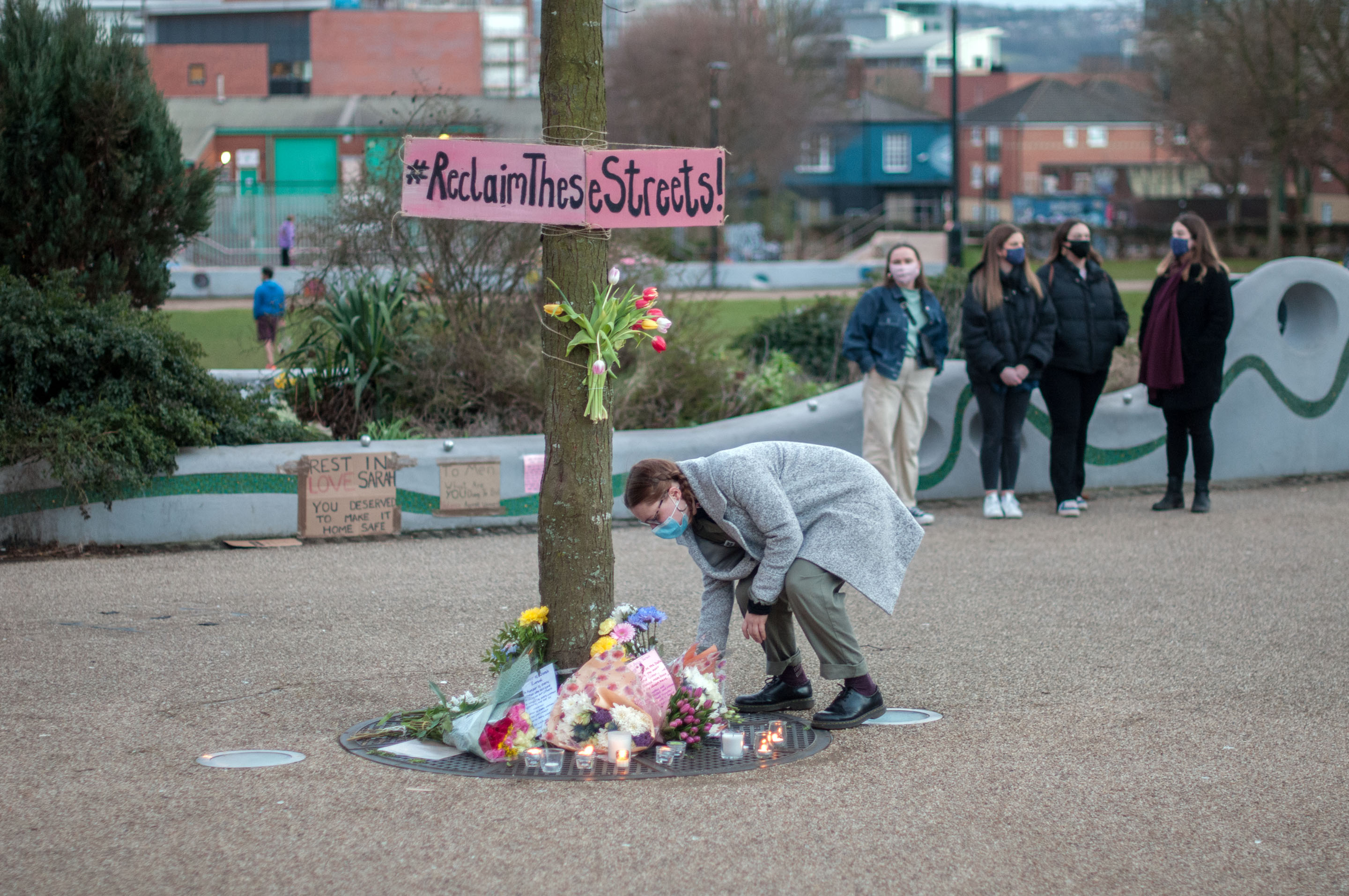
Una mujer coloca flores en una vigilia por Everard en Sheffield.

El 10 de marzo se llevó a cabo una vigilia silenciosa frente a la sede de la Policía Metropolitana en New Scotland Yard. Una vigilia del movimiento Reclaim These Streets ("Reclamemos estas calles") planificada para el 13 de marzo en Clapham Common fue cancelada después de que se interrumpieron las conversaciones con la policía. La policía había advertido a los organizadores que se consideraría una reunión ilegal bajo las restricciones pandémicas de COVID-19 y el tribunal rechazó una solicitud para intervenir en la decisión policial. Catalina, duquesa de Cambridge fue filmada caminando por el lugar de la vigilia en Clapham Common, junto a miembros del público, para mostrar su condolencia a pesar de ser un evento prohibido, con una declaración del Palacio de Kensington que decía que la duquesa «recuerda cómo era caminar Londres por la noche antes de casarse». Eventos similares planeados para Edimburgo y Cardiff fueron cancelados a favor de eventos virtuales en línea.
A pesar de la cancelación oficial del evento, cientos de personas se reunieron en Clapham Common para realizar una vigilia por Everard. Los agentes de policía rodearon la reunión, retiraron a los oradores y detuvieron a numerosos asistentes. La Policía Metropolitana fue criticada por su manejo de la reunión, incluso por miembros del Parlamento. El secretario del Interior en la sombra, Nick Thomas-Symonds, pensó que las escenas eran «profundamente angustiantes» y dijo que compartía «la ira que hay sobre la vigilancia de esto». El alcalde de Londres, Sadiq Khan, dijo que las acciones de la policía "no eran apropiadas ni proporcionadas". El líder liberal demócrata, Ed Davey, pidió la renuncia de la comisionada Cressida Dick por las escenas «completamente vergonzosas».
A raíz de la desaparición y muerte de Everard, la ministra del Interior, Priti Patel, emitió un comunicado en el que decía que "todas las mujeres deben sentirse seguras para caminar por nuestras calles sin temor al acoso o la violencia", mientras que Sadiq Khan afirmó que las calles de Londres no son seguras para mujeres o niñas. El ministro del Interior anunció que se están considerando nuevas leyes para proteger a las mujeres contra el acoso sexual en público, incluida la posibilidad de convertir el acoso público en un delito específicamente definido, y pidió un «informe completo» sobre la respuesta policial a las vigilias.